# (5495) Rumyantsev
(5495) Rumyantsev (1972 RY3) – planetoida z pasa głównego asteroid okrążająca Słońce w ciągu 6 lat i 119 dni w średniej odległości 3,42 j.a. Została odkryta 6 września 1972 roku przez Ludmiłę Żurawlową.